# Якутский карась
Якутский карась (лат. Carassius carassius jacuticus, якут. Собо) — подвид золотого карася, лучепёрая рыба семейства карповых.
Рыба средней величины. Обитает в Восточной Сибири, в озёрах Якутии.
До выделения этого подвида карася специалисты расходились во мнении, карась какого вида обитает в Якутии. Некоторые авторы утверждали что в Якутии водится два вида, золотой и серебряный, другие признавали только один вид (первый или второй), третьи утверждали что существует некий третий вид.
Является типичным обитателем озёр Центральной Якутии, в частности, аласных и издревле составляет важную часть рациона якутов.